# ПГ по селско стопанство, Кочериново
Девическото земеделско домакинско училище в Кочериново е имало практическа насоченост и е подготвяло ученичките за добри домакини.
През 1938 г. Георги Аракчиев е назначен за директор на Допълнителното смесено земеделско училище в Кочериново, което по негово настояване прераства в Практическо девическо земеделско училище с 2-годишен курс и с право отличните ученички да постъпват в средните земеделски училища и да продължат образованието си във висши учебни заведения.
Възпитателка е госпожа Вера Германова (Попова), която по-късно работи с директор Аракчиев в Земеделското училище в Кюстендил.
Машинно-тракторно училище – с. Самораново, което е открито през септември 1956 г., е преместено през 1969 г. в с. Кочериново, където се закрива Училището по тютюна и две паралелки от последното остават да съществуват успоредно с Машинно-тракторното училище.
От учебната 1973/1974 г. прераства в СПТУ по Механизация на селското стопанство „Никола Йонков Вапцаров“ – гр. Кочериново. От 1995 г. се преименува на Техникум по селско стопанство „Никола Йонков Вапцаров“ – Кочериново. От 2003 г. става Професионална гимназия по селско стопанство „Никола Йонков Вапцаров“ – Кочериново.
Със Заповед № РД-14-208 от 26 юни 2007 г. на МОН и Решение № 40 от 26 април 2007 г. на Общински съвет – Кочериново ПГСС се преобразува в Средно общообразователно училище „Христо Ботев“ – Кочериново.
- Георги Аракчиев, на стената портрет на земеделския министър /1938 – 41 г./ Иван Багрянов
- Георги Аракчиев с ученици и учители пред училището. Първи ред, първата вляво – възпитателката Вера Германова (Попова), която на 26.09.2017 г. празнува с децата си своята 100 годишнина
- Георги Аракчиев заедно с красивите си възпитанички пред входа на училището
- Георги Аракчиев с ученици и гости пред училището
- Директорът Георги Аракчиев показва на земеделския министър Иван Багрянов (14.11.1938 – 04.02.1941) спалните стаи на ученичките при Девическото земеделско домакинско училище в село Кочериново, България
- Ученички в униформи пред Девическото земеделско домакинско училище в Кочериново, България, когато директор на училището е Георги Аракчиев
- Практическо занимание с възпитателката Вера Германова (Попова) в Девическото земеделско домакинско училище, Кочериново, България, 1938 – 1943
- Класна стая в Девическото земеделско домакинско училище, Кочериново, България, 1938 – 1943